# Girolamo Zanchi
Girolamo Zanchi   (Alzano Lombardo, 2 de febrer de 1516 - Heidelberg, 19 de novembre de 1590) fou un teòleg italià.

## Biografia
Zanchi, fill d'un historiador i jurista, nasqué a Alzano Lombardo, a Bèrgam. Després de rebre un ensenyament bàsic pel seu propi avi, amb quinze anys entrà a Bèrgam als agustins. Després de graduar-se, se n'anà a Lucca, on estigué sota la influència de Pietro Martire Vermigli, la qual cosa el mogué a estudiar teologia.
Llegí, a més dels texts canònics dels Pares de l'Església, també els més famosos de la Reforma Protestant, tant els suïssos, com Martin Bucer, Philipp Melanchthon, com també del propi Martí Luter. Tanmateix, la influència més gran que rebé fou la dels texts de Joan Calví.
Zanchi continuà ensenyant a l'escola del monestir, àdhuc després que Vermigli hagué de fugir per no caure en la xarxa de la Inquisició. El 1551, això no obstant, també Zanchi hagué de fugir. Després d'una breu estada a Ginebra volia anar a Anglaterra, però fou cridat a Estrasburg, on ensenyà Sagrades Escriptures. De la ciutat alsaciana Zanchi no se n'allunyà durant anys.
La teologia de Zanchi, un dels principals teòlegs de la segona meitat del segle xvi, és tradicionalment considerada com calvinista, és tanmateix difícil d'atribuir-li plenament aquesta classificació, com també és difícil d'atribuir-li la doctrina luterana. Zanchi afirmà, segons la perspectiva calvinista, la tesi de la predestinació, tot i que ell creia que les diferències entre luterans i calvinistes en l'Eucaristia no fossin tan rellevants. Les sol·licituds per unir-se a la Confessió d'Augsburg de la concepció luterana li causaren nogensmenys problemes, sobre aquest tema, de fet, inicià una polèmica amb el luterà Johann Marbach.
Després d'examinar l'opinió de diversos teòlegs, es trobà inicialment una fórmula d'acord i el consens fou signat per tots els predicadors i professors d'Estrasburg. Tanmateix, quan Calví reprengué Zanchi per la seva presumpta aquiescència, i en conseqüència Zanchi reiterà i aclarí el seu plantejament, es reobrí la discussió.
Zanchi partí, el 1563, a Chiavenna, on va exercir les funcions de pastor. Ja el 1568 anà de nou a Alemanya, a Heidelberg, on havia estat cridat per dictar classes de dogmàtica, juntament amb Zacharius Ursinus. A Heidelberg Zanchi elaborà les seves principals obres que tenen caràcter essencialment apologètic i polèmic.
El 1581 escrigué un Harmonia Confessionum fidei, que havia de ser, en contrast a Formula Concordiae, el resum de les confessions de fe reformades existent.
Quan un canvi en el govern obligà els professors calvinistes a deixar Heidelberg, Zanchi anà el 1576 a Neustadt an der Weinstraße. Tanmateix, morí a Heidelberg durant un retorn, on fou enterrat a l'església de la universitat.

### En alemany
- Allgemeine Deutsche Biographie, Band 44 Seite 679[Enllaç no actiu]
- Neue Deutsche Biographie, Band 3, Seite 442
- Realenzyklopädie für protestantische Theologie und Kirche, Band 21 Seite 607
- Biographisch-Bibliographisches Kirchenlexikon, Versione online
- Theologische Realenzyklopädie, Band 36, Seite 482-485
- G. Gründer. Die Gotteslehre des Girolamo Zanchi, contributo in Geschichte u. Lehre der Reformierten Kirche vol. 20, Neukirchen 1965.

### En italià
- Giovanni Battista Gallizioli, Memorie istoriche e letterarie della vita e delle opere di Girolamo Zanchi dal conte, e cavaliere Giambattista Gallizioli raccolte [...], Bergamo, per Francesco Locatelli, 1785.
- Salvatore Caponetto, La riforma protestante nell'Italia del Cinquecento, Torino, Claudiana, 1992. ISBN 88-7016-153-6.
- Massimo Firpo, Riforma protestante ed eresie nell'Italia del Cinquecento : un profilo storico, Roma-Bari, Laterza, 1993. ISBN 88-420-4217-X.
- Emanuele Fiume, La vita e il pensiero teologico di Girolamo Zanchi e il «De Religione Christiana Fides», tesi di laurea, Torre Pellice, Biblioteca della Fondazione Centro culturale valdese, 1996.